# Ойжень (Лодзинське воєводство)
Ойжень (пол. Ojrzeń) — село в Польщі, у гміні Ґідле Радомщанського повіту Лодзинського воєводства.
У 1975-1998 роках село належало до Ченстоховського воєводства.